# Высоцкая, Зинаида Григорьевна
Зинаида Григорьевна Высоцкая (21 июля 1929, Орша, БССР, СССР) — советский и российский библиограф и библиографовед.

## Биография
Родилась 21 июля 1929 года в Орше. Через несколько лет после рождения переехала в РСФСР, где получила среднее образование и затем в 1946 году она поступила в МГБИ, который окончила в 1951 году и переехала в Хабаровский край.
С 1951 по 1955 год работала в Хабаровской краевой библиотеке.
В 1955 году переехала в Москву и попала в ГБЛ, где до 1965 года работала в качестве библиотекаря.
С 1965 по 1970 год работала в библиотеке РУДН.
Начиная с 1970 года работала в Секторе сети специальных библиотек АН СССР (ныне — БЕН), с 1983 по 1986 год была повышена в должности заместителя директора там же.

## Научные работы
Основные научные работы посвящены библиографоведению. Автор ряда научных работ и книг, в т.ч «Терминологического словаря по библиотечному делу и смежным отраслям знаний», а также ряд библиографических пособий по естественным наукам.
- Участвовала в научных исследованиях по проблемам инофрмационно-библиографического обеспечения учёных АН СССР.
- Участвовала в создании ГОСТов системы СИБИД, а также стандартов ИСО.